# Lejana como el viento
Lejana como el viento es una telenovela venezolana producida por Laura Visconti Producciones y transmitida por Venevisión en el año 2002. Original de Laura Visconti.
Protagonizada por Zair Montes y Ricardo Bianchi, con las participaciones antagónicas de Arnaldo André, Henry Soto, Javier Valcárcel y Karina Orozco y contó con la participación especial de Gabriela Vergara, las actuaciones estelares de Elluz Peraza, Rafael Romero, Esperanza Magaz, Raúl Xiqués, Lourdes Martínez, Daniela Navarro y el regreso del primer actor José Bardina.

## Sinopsis
Eugenia Rangel está a punto de casarse con Edmundo Mavares. Esta hermosa muchacha parece haber descubierto al fin el amor, para sorpresa de sus amigos de toda la vida: Fernando Bustamante, Ramiro Malavé y Efraín Rivero. La noticia de su matrimonio es un impacto para todos. Lamentablemente, un hecho terrible rasga la felicidad de Eugenia: descubre a una muchacha escondida en el sótano de Edmundo.
Eugenia avisa a Ramiro, su amigo policía, quien inmediatamente moviliza la búsqueda. Sin embargo, Edmundo es más rápido y antes de que puedan hacer algo por impedirlo, asesina a Eugenia. Ramiro, Fernando y Efraín juran vengar esta muerte, y siguiendo al asesino, descubren a la muchacha del sótano: Alejandra Santacruz, quien lleva diez años encerrada. Alejandra está en shock, ha perdido la memoria y todo contacto con la realidad. Pero los tres amigos juran protegerla, porque sienten que de alguna manera Eugenia murió por salvarla.
Así comienza esta historia de intrigas y misterios, en donde Alejandra es el centro de una terrible conspiración familiar.
Victoria Bustamante, madre de Fernando, es la presidenta de una fundación a la cual llevan a Alejandra, una vez que es rescatada del sótano. Lo que nadie sabe es que Victoria ha sido chantajeada por Edmundo Mavares durante diez años, luego de que mató accidentalmente a Nicolás Santacruz, el padre de Alejandra. Edmundo le ha pedido a Victoria fuertes cantidades de dinero para mantener a Alejandra con vida, y Victoria todos los meses recibe una foto de Alejandra, pulcramente tomada por Edmundo.
Fernando entabla una relación muy íntima con Alejandra: solo ante él, esta muchacha frágil y abatida parece reaccionar. Solo con él parece establecer contacto. Efraín, médico psicólogo, se encarga de la terapia de Alejandra y se establece un triángulo amoroso. Los dos amigos se enfrentarán por el amor de Alejandra, quien una vez recuperada de su estado de shock ve en Fernando el amor de su vida.
Cuando al fin Victoria descubre a Alejandra, comienza a recorrerse un camino de insospechadas intrigas que envuelven a su marido, Jorge Bustamante. Jorge ha sido el autor intelectual del secuestro de Alejandra y solo una persona es capaz de enfrentarlo: Félix del Valle, padrino de Victoria, pero ella se resiste a creer que su marido pueda ser un delincuente.
Todos estos personajes están envueltos en el vértigo del misterio que rodea a Alejandra Santacruz, quien no recuerda quién mató a sus padres, ni sabe por qué ella es el centro de todas estas intrigas.

## Elenco
- Zair Montes - Alejandra Santacruz[2]
- Ricardo Bianchi - Fernando Bustamante
- Elluz Peraza - Victoria de Bustamante
- José Bardina - Félix del Valle
- Arnaldo André - Jorge Bustamante
- Rafael Romero - Ramiro Malavé
- Henry Soto - Edmundo Mavares
- Esperanza Magaz - Cruz
- Raúl Xiqués - Linares
- Javier Valcárcel - Efraín Rivero
- Karina Orozco - América
- José Vieira - Marcelo
- Lourdes Martínez - Mildred
- Esther Orjuela - Zuleima
- Cristina Obín - Gladys
- José Rubens - Rufino
- Reina Hinojosa - Beatriz
- José Paniagua - Isaías
- Daniela Navarro - Mariví
- Damián Genovese - Diego
- Luciano Scorzia - Nilsson
- María Isabel Perozo - Briseida
- Karina Lescarboura - Arolkys
- Silvia Solana - Rebeca
- Saúl Martínez - Guillermo
- Roque Valero - Tony
- Marco Antonio Casanova - Javier
- Indhira Serrano - Dra. Martínez
- Malena González - Secretaria
- Carlos Omaña - Comisario Manrique
- José Mantilla - Billy
- Luis Carreño - Jairo
- Lolymar Sánchez - Iris
- Luisa Tovar - Aura Marina
- Francisco Guinot - Paco

### Actuaciones especiales
- Gabriela Vergara - Eugenia Rangel
- Carlota Sosa - Mercedes
- Yanis Chimaras - Nicolás Santacruz
- Anabell Rivero - Tatiana

## Curiosidades
- El primer capítulo de esta telenovela mantuvo en vilo a toda Venezuela logrando picos de 13 puntos, que poco a poco se fue disminuyendo por la competencia que tenía contra La mujer de Judas.

- Fue el primer protagónico para Zair Montes quien para ese momento era una total desconocida en la televisión venezolana.

- Esta novela marcó el regreso a la televisión venezolana de Elluz Peraza y Arnaldo André.

## Versiones
- Amor Cautivo (2012), producida por Fernando Sariñana para TV Azteca, estará protagonizada por Marimar Vega y Arap Bethke.

## Créditos
- 'Historia Original:'  Laura Visconti
- 'Escrita Por:' Laura Visconti y César Sierra
- 'Libretistas:' César Sierra, Indira Páez, Rodolfo Boyadjian y Andrés Correa
- 'Escenógrafo:' Salvador Canmarata
- 'Jefe de Escenografía:' Anita Aguerreverre
- 'Dirección de Arte:' Silvia Inés Vallejo
- 'Ambientación:' Ramón Anselmi
- 'Música Original:' Antonio Ruiz y Isaías Urbina
- 'Tema Musical:' Bordel
- 'Musicalización:' Luis Román
- 'Edición:' Manuel Fraiz Grijalba
- 'Dirección de Fotografía:' Jesús Méndez
- 'Vestuario:' Claudia Palmar
- 'Producción Ejecutiva:' Miguel Ángel Villasmil
- 'Dirección de Exteriores:' José Manuel Carvajal
- 'Dirección General:' Luis Manzo